# Adam Aznou Ben Cheikh
Adam Aznou Ben Cheikh (àrab: أدم أزنو بن الشيخ, Adam Aznū ibn ax-Xayẖ; Barcelona, 2 de juny de 2006) és un futbolista català professional que juga com a lateral i extrem al club de La Liga Reial Valladolid, cedit pel club de la 1. Bundesliga FC Bayern de Múnic. Nascut a Espanya, representa el Marroc a nivell internacional.

## Primers anys
Aznou va néixer a Barcelona, de pares marroquins.

## Carrera de club

### Inici de la carrera professional
Aznou va començar la seva carrera amb la Damm, abans de traslladar-se a La Masia del FC Barcelona el 2019.

### Bayern de Múnic
L'estiu del 2022, després d'haver rebutjat diversos clubs d'arreu d'Europa, Aznou va fitxar pel FC Bayern de Múnic alemany. El març de 2023, va entrenar per primera vegada amb la primera plantilla del Bayern de Múnic.
Aznou va rebre la seva primera convocatòria amb l'equip sènior del Bayern de Múnic el 27 de gener de 2024, i va jugar a la banqueta com a suplent no utilitzat en un partit de la 1. Bundesliga que va guanyar per 3-2 fora de casa contra el FC Augsburg.
El 19 de febrer de 2024, va debutar com a professional amb el Bayern de Múnic II en un partit de la Regionalliga Bayern contra el Greuther Fürth II, que va perdre per 1-0 a casa, i va ser titular. Més tard aquell mateix any, el 15 de maig, va signar el seu primer contracte professional amb el Bayern de Múnic fins al 2027.
El 2 de novembre de 2024, Aznou va debutar com a sènior amb el Bayern de Múnic, substituint Alphonso Davies, en una victòria a casa per 3-0 a la Bundesliga contra l'Union Berlin.
Aznou va debutar a la Lliga de Campions de la UEFA amb el Bayern de Múnic durant el seu sisè partit de la fase de lliga el 10 de desembre de 2024, en una victòria per 5-1 fora de casa contra el Shakhtar Donetsk, substituint Konrad Laimer.

#### Cessió al Valladolid
El 3 de febrer de 2025, Aznou va ser cedit al Valladolid per a la resta de la temporada 2024-25.

## Carrera internacional
Aznou era elegible per representar tant el Marroc com Espanya a nivell internacional. Va representar el Marroc a nivell sub-15 abans de passar a Espanya, amb la qual va jugar a nivell sub-16 i sub-17.
Segons sembla, el març de 2023 va optar per representar el Marroc a nivell internacional sènior. L'agost de 2024, Aznou va rebre la seva primera convocatòria amb la selecció absoluta del Marroc per als partits de classificació per a la Copa d'Àfrica de Nacions 2025 contra Gabon i Lesotho, els dies 6 i 9 de setembre de 2024 respectivament. Va debutar contra aquest últim a l'estadi Adrar.